# Klewno (województwo pomorskie)
Klewno (kaszb. Klewno) – osada leśna w Polsce położona na skraju Pojezierza Bytowskiego, w województwie pomorskim, w powiecie bytowskim, w gminie Miastko.
W latach 1975–1998 miejscowość administracyjnie należała do województwa słupskiego.